# Ideoroncidae
Famille
Les Ideoroncidae sont une famille de pseudoscorpions.
Elle comporte plus de 80 d'espèces dans 14 genres.

## Distribution
Les espèces de cette famille se rencontrent en Amérique, en Asie et en Afrique subsaharienne.

## Liste des genres
Selon Pseudoscorpions of the World (version 3.0) :
- Afroroncus Mahnert, 1981
- Albiorix Chamberlin, 1930
- Dhanus Chamberlin, 1930
- Ideoroncus Balzan, 1887
- Nannoroncus Beier, 1955
- Negroroncus Beier, 1931
- Pseudalbiorix Harvey, Barba, Muchmore &  Pérez, 2007
- Shravana Chamberlin, 1930
- Typhloroncus Muchmore, 1979
- Xorilbia Harvey & Mahnert, 2006

et décrits depuis :
- Botswanoncus Harvey & du Preez, 2014
- Mahnertius Harvey & Muchmore, 2013
- Muchmoreus Harvey, 2013
- Sironcus Harvey, 2016
- † Proalbiorix Geißler, Kotthoff, Hammel, Harvey & Harms, 2022

Nhatrangia a été placé en synonymie avec Shravana par Harvey en 2016 confirmant la proposition de Beier en 1967.

## Systématique et taxinomie
Cette famille a été décrite par Chamberlin en 1930.

## Publication originale
- Chamberlin, 1930 : « A synoptic classification of the false scorpions or chela-spinners, with a report on a cosmopolitan collection of the same. Part II. The Diplosphyronida (Arachnida-Chelonethida). » Annals and Magazine of Natural History, sér. 10, vol. 5, p. 1-48 & 585-620.